# Марони

Марони́ (фр. Maroni, нидерл. Marowijne) — река в Южной Америке.
Река протекает по территории Суринама и Французской Гвианы, на большом протяжении является пограничной, после чего, образуя эстуарий, впадает в Атлантический океан.
Длина реки — 520 км (по другим данным 680 км или 725 км), площадь водосборного бассейна — 65830 км². Берега реки в основном покрыты тропическими джунглями, исток расположен в горах Тумук-Умак рядом с бразильской границей. Основные притоки — Тапанахони и Лава.
В 30 км от впадения выше по реке стоят порты Сен-Лоран-дю-Марони (Французская Гвиана) и Албина (Суринам). Для небольших судов река судоходна на 100 км от устья, дальше начинаются многочисленные пороги и водопады. В среднем течении реки ведётся золотодобыча.